# Calyptotheca quadravicularis
Calyptotheca quadravicularis is een mosdiertjessoort uit de familie van de Lanceoporidae. De wetenschappelijke naam van de soort is voor het eerst geldig gepubliceerd in 1923 door Okada.